# Else Blangsted
Else Blangsted, née le 22 mai 1920 à Würzburg (Allemagne) et morte le 1er mai 2020 à Los Angeles (Californie), est une monteuse de musique renommée d'Hollywood, d'origine allemande.
Elle a collaboré à de nombreux films, dont Campus (1970), Le Prête-nom (1976), Arrête de ramer, t'es sur le sable (1979), Tootsie (1982), Les Goonies (1985), La Couleur pourpre (1985), Star Trek 4 : Retour sur Terre (1986), Susie et les Baker Boys (1989), Le Bûcher des vanités (1990), etc.

## Vie privée
Else Blangsted est la fille de Lilly Oppenheimer et de Siegmund Siegel, négociant en chevaux.
Sa fille aînée est née en Suisse alors qu'Else était adolescente. Il lui a été dit que son enfant était mort, et elle n'a découvert qu'en 1984 que sa fille, alors âgée de 48 ans, était en vie et avait été adoptée par un couple suisse fortuné de Lausanne.
En 1937, peu après la naissance de sa fille, Else Blangsted fuit l'Europe pour les États-Unis, devant la montée du Nazisme,,.
Veuve depuis 1982, Else Blangsted est morte de cause naturelle trois semaines avant ses cent ans, à son domicile de Los Angeles. Elle a deux filles, deux petits-enfants, et deux arrière-petits-enfants.

## Distinctions
En 2006, Else Blangsted a reçu un Golden Reel Award pour l'ensemble de sa carrière.